# エフサン・ハジサフィ
- エフサン・ハジサフィ
- エフサーン・ハージサフィー

エフサン・ハジサフィ（ペルシア語: احسان حاج‌صفی、1990年2月25日 - ）は、イランのサッカー選手。イラン代表。ポジションはMFもしくはDF。ユーティリティープレーヤーであり、左のミッドフィールダー、ウィンガーから守備的ミッドフィールダー、左サイドバックまでを熟す事の出来る選手である。
2009年にはGoal.comのアジア最優秀若手選手に選出された。

## 来歴

### クラブ

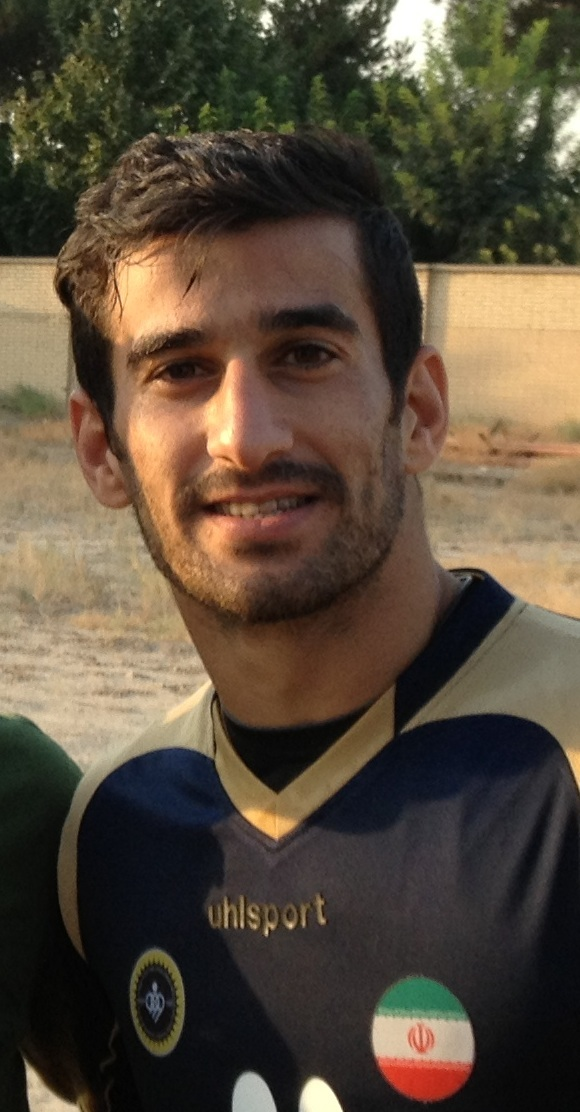
フーラッド・モバラケ・セパハンFCでのハジサフィ

2000年から2006年にかけてゾブ・アハン・エスファハーンFCの下部組織に在籍、2006年にフーラッド・モバラケ・セパハンFCに加入した。同年にルカ・ボナチッチ監督に見出されトップチームに昇格。トップチームに昇格した翌年にはAFCチャンピオンズリーグ2007で準優勝を果たし、優勝を果たした浦和レッドダイヤモンズがFIFAクラブワールドカップ2007の開催国であったため、同大会に出場する事が出来た。2006-07シーズンには得点が無かったものの、翌2007-08シーズンには6得点をあげた。2007-08シーズンの最終戦となったペルセポリスFC戦でも得点を挙げてタイトル獲得に貢献したかに思われたが、その後決勝弾を浴びて優勝は果たせなかった。2008-09シーズン以降もミッドフィールダーとして活躍し、2009-10シーズンには左サイドバックのポジションでも起用された。このシーズンに優勝を果たしたセパハンは彼と2年間の契約を延長した。
2011年6月には1年半の契約でトラークトゥール・サーズィーFCにレンタル移籍し、アミル・ガレノイー監督に再開した。トラークトゥールはこのシーズンを歴代最高の2位で終えた。2012年12月に契約が終了しセパハンに復帰した。
セパハンに復帰した時にはズラトコ・クラニチャール監督が指揮を執っていた。シーズン後には2年の契約を延長し、2014年8月には契約が満了し、フットボールリーグ・チャンピオンシップに所属するフラムFCが彼と契約する間近まで行ったものの、労働許可証の問題から移籍は実現しなかった。
2015年8月30日には、2. ブンデスリーガのFSVフランクフルトと2年契約を結んだ。9月13日のアイントラハト・ブラウンシュヴァイク戦で途中出場しドイツデビュー。一週間後の20日のMSVデュースブルク戦では左サイドバックとして出場し1-0の勝利に貢献した。その後、ハジサフィはセットプレーのキッカーになった。2016年3月2日のMSVデュースブルク戦で初得点し3-3の引分に試合を持ち込んだ。3月13日には45mほどを走ってSCフライブルクから得点を奪った。しかし、クラブは3. リーガに降格、それによって彼の契約は解除され、自由契約となった。
2016-17シーズンよりセパハンに復帰した。
2017年8月10日、ギリシャのパニオニオスFCに移籍した。
2018年9月2日、トラークトゥール・サーズィーFCに3年契約で復帰した。
2021年8月3日、AEKアテネFCに移籍した。

### 代表

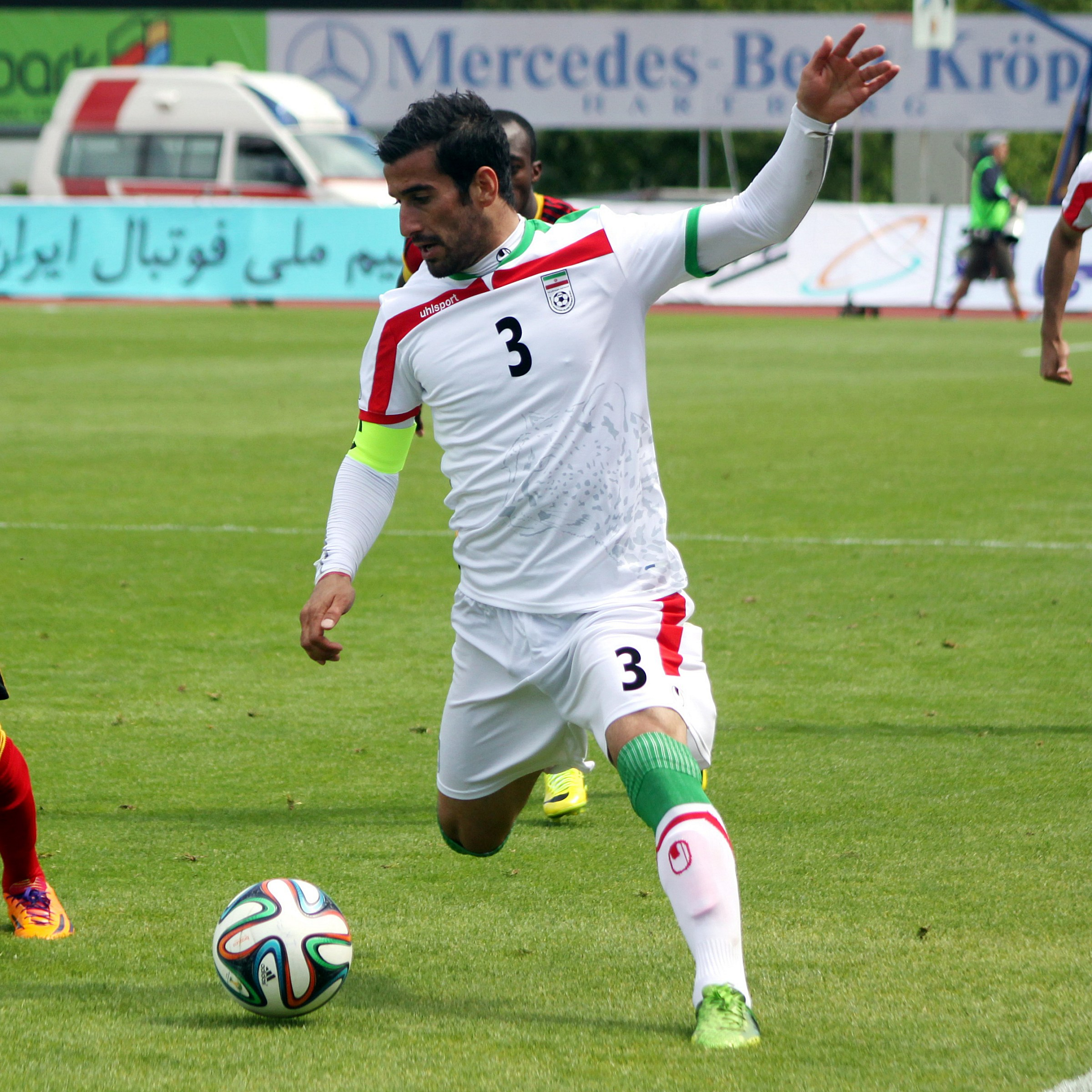
2014年5月26日、アンゴラ代表戦で主将を務めるハジサフィ

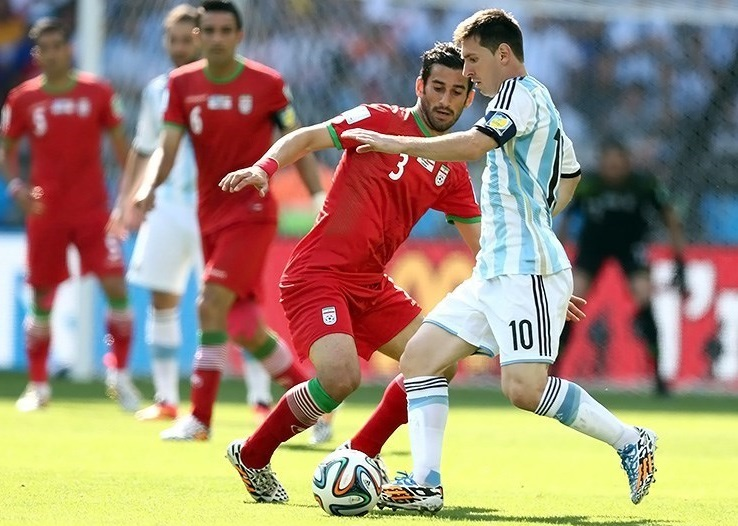
2014 FIFAワールドカップ、アルゼンチン代表戦でのリオネル・メッシとのマッチアップ

U-17代表でAFCユース選手権2006に出場した。その後、U-20代表、U-23代表を経験した。
2008年5月25日のザンビア代表との親善試合でA代表初出場。このアザディ・スタジアムでの一戦では2アシストを決め、3-2の勝利に大きく貢献した。その後6月2日の2010 FIFAワールドカップ・アジア3次予選のアラブ首長国連邦代表戦にも出場した。アウェーでのもう一戦にも途中出場し、イランの勝利の一助となった。代表初得点となったのは西アジアサッカー選手権2008のカタール代表戦で、この試合でイランはカタールを6-1で破った。その後、AFCアジアカップ2011予選、AFCアジアカップ2011にも出場したが、韓国代表に敗れてベスト16で姿を消した。2014年3月には57キャップ目となったクウェート代表戦で初めて主将となった。
6月1日にはカルロス・ケイロス監督から2014 FIFAワールドカップのメンバーに選出された。初戦のナイジェリア代表戦ではフル出場し0-0の引分に終わった。次戦のアルゼンチン代表戦では88分間プレーしたものの彼が交替して退いた後にリオネル・メッシに決勝弾を浴びて敗北した。その後のボスニア・ヘルツェゴビナ代表戦にも63分間出場したものの、イランはグループステージ敗退となった。
2014年12月30日にはAFCアジアカップ2015のメンバーに選出された。2015年1月11日に行われたバーレーン代表戦との開幕戦で開幕弾を打ちこんだ。

## 個人成績
2016年11月16日現在

### クラブ
| 2006-07 | セパハン          | 28     | プロ       | 8        | 0        | 1           | 0           | 9        | 0        |
| 2007-08 | セパハン          | 28     | プロ       | 32       | 6        | 3           | 1           | 35       | 7        |
| 2008-09 | セパハン          | 28     | プロ       | 29       | 6        | 1           | 2           | 30       | 8        |
| 2009-10 | セパハン          | 28     | プロ       | 32       | 5        | 1           | 0           | 33       | 5        |
| 2010-11 | セパハン          | 28     | プロ       | 28       | 2        | 3           | 0           | 31       | 2        |
| 2011-12 | トラークトゥール  | 28     | プロ       | 32       | 5        | 1           | 0           | 33       | 5        |
| 2012-13 | トラークトゥール  | 28     | プロ       | 16       | 2        | 3           | 0           | 19       | 2        |
| 2012-13 | セパハン          | 28     | プロ       | 16       | 2        | 3           | 0           | 19       | 2        |
| 2013-14 | セパハン          | 28     | プロ       | 29       | 2        | 1           | 0           | 30       | 2        |
| 2014-15 | セパハン          | 28     | プロ       | 25       | 2        | 1           | 0           | 26       | 2        |
| 2015-16 | セパハン          | 28     | プロ       | 5        | 3        | 0           | 0           | 5        | 3        |
| ドイツ  | ドイツ            | ドイツ | ドイツ     | リーグ戦 | リーグ戦 | DFBポカール | DFBポカール | 期間通算 | 期間通算 |
| 2015-16 | FSVフランクフルト | 3      | 2.ブンデス | 26       | 2        | 1           | 0           | 27       | 2        |
| イラン  | イラン            | イラン | イラン     | リーグ戦 | リーグ戦 | オープン杯  | オープン杯  | 期間通算 | 期間通算 |
| 2016-17 | セパハン          | 28     | プロ       | 7        | 2        | 1           | 0           | 8        | 2        |
| 通算    | イラン            | イラン | プロ       | 256      | 39       | 16          | 3           | 272      | 42       |
| 通算    | ドイツ            | ドイツ | 2.ブンデス | 26       | 2        | 1           | 0           | 27       | 2        |
| 総通算  | 総通算            | 総通算 | 総通算     | 282      | 41       | 17          | 3           | 299      | 44       |

アシスト数
| シーズン | クラブ           | アシスト |
| -------- | ---------------- | -------- |
| 2007-08  | セパハン         | 6        |
| 2008-09  | セパハン         | 4        |
| 2009-10  | セパハン         | 13       |
| 2010-11  | セパハン         | 3        |
| 2011-12  | トラークトゥール | 11       |
| 2012-13  | トラークトゥール | 3        |
| 2012-13  | セパハン         | 1        |
| 2013-14  | セパハン         | 6        |
| 2014-15  | セパハン         | 2        |
| 2015-16  | セパハン         | 2        |
| 2016-17  | セパハン         | 1        |

## 代表歴

### 出場大会
- イラン代表
  - 2014 FIFAワールドカップ
  - 2018 FIFAワールドカップ
  - 2022 FIFAワールドカップ

### 試合数
- 国際Aマッチ 135試合 7得点（2008年-）[16]

| イラン代表 | 国際Aマッチ | 国際Aマッチ |
| 年         | 出場        | 得点        |
| ---------- | ----------- | ----------- |
| 2008       | 9           | 1           |
| 2009       | 10          | 1           |
| 2010       | 10          | 0           |
| 2011       | 11          | 0           |
| 2012       | 11          | 0           |
| 2013       | 5           | 0           |
| 2014       | 10          | 1           |
| 2015       | 10          | 1           |
| 2016       | 6           | 2           |
| 2017       | 7           | 0           |
| 2018       | 11          | 0           |
| 2019       | 9           | 0           |
| 2020       | 2           | 0           |
| 2021       | 5           | 1           |
| 2022       | 8           | 0           |
| 2023       | 11          | 0           |
| 2024       |             |             |
| 通算       | 135         | 7           |

### 得点
| #  | 日附           | 場所                                                 | 対戦相手             | 得点 | 結果 | 大会                                   |
| -- | -------------- | ---------------------------------------------------- | -------------------- | ---- | ---- | -------------------------------------- |
| 1. | 2008年8月11日  | テヘラン・タクティー・スタジアム                     | カタール             | 4–1  | 6–1  | 西アジアサッカー選手権2008             |
| 2. | 2009年12月28日 | ドーハ・カタールSCスタジアム                         | カタール             | 2–2  | 2–3  | 第9回カタール国際親善トーナメント      |
| 3. | 2014年6月8日   | サンパウロ・CTホアキム・グラーヴァ                   | トリニダード・トバゴ | 1–0  | 2–0  | 親善試合                               |
| 4. | 2015年1月11日  | メルボルン・メルボルン・レクタンギュラー・スタジアム | バーレーン           | 1–0  | 2–0  | AFCアジアカップ2015                    |
| 5. | 2016年3月24日  | テヘラン・アザディ・スタジアム                       | インド               | 1–0  | 4–0  | 2018 FIFAワールドカップ・アジア2次予選 |
| 6. | 2016年3月24日  | テヘラン・アザディ・スタジアム                       | インド               | 3–0  | 4–0  | 2018 FIFAワールドカップ・アジア2次予選 |

## タイトル

### クラブ
セパハン
- ペルシアン・ガルフ・プロリーグ: 2009-10, 2010-11, 2014-15

準優勝: 2007-08
- ハズフィー・カップ: 2005-06, 2006-07, 2012-13
- AFCチャンピオンズリーグ:

準優勝: 2007
トラークトゥール・ザーズィー
- アラビアン・ガルフ・プロリーグ:

準優勝: 2011-12
- ハズフィー・カップ: 2019-20

### 代表
- 西アジアサッカー選手権: 2008

### 個人
- イランサッカー協会最優秀若手選手賞: 2007-08
- フットボール・イラン・ニュース&イベンツ最優秀若手選手賞: 2007-08
- AFCアジアカップ2015マン・オブ・ザ・マッチ: グループCイラン対バーレーン戦